# كازوهيرو تامورا
كازوهيرو تامورا (باليابانية: 田村和宏؛ بالكانا: たむら かずひろ) هو مصارع محترف ياباني، ولد في 5 فبراير 1980 في كاواساكي في اليابان.

## روابط خارجية
- كازوهيرو تامورا على موقع CageMatch worker (الإنجليزية)
- كازوهيرو تامورا على موقع قاعدة بيانات المصارعة على الإنترنت (الإنجليزية)